# To toplo ljeto
To toplo ljeto je bosanskohercegovačka igrana TV serija iz 2008. godine. Sastoji se od deset cjelovečernjih epizoda.
Ova serija je zajednički projekt Vlade Republike Srpske, RTRS-a, tvrtke PINK i agencije MM iz Budve.
Serija je koštala oko 500.000 KM, a snimana je u Banjojluci.

## Vanjske poveznice
- O seriji na IMDB